# Владимир Чонч
Владимир Чонч (Загреб, 13. јануар 1928 — Загреб, 15. октобар 2012) био је југословенски фудбалер.

## Каријера
Играо је за неколико загребачких клубова, укључујући Грађански, НК Поштар и Локомотиву, али највећи траг је оставио у Динаму из Загреба у којем је играо од 1953. до 1961. За тај клуб је укупно одиграо 413 утакмица и постигао 119 голова (укључујући 173 првенственa наступа и 43 гола у првој југословенској лиги).
Након одласка из Динама 1961. године, провео је неколико сезона у немачким нижеразредним клубовима Кикер Офенбах, Ајнтрахт Бад Кројцнах и Опел Риселсхајм где је 1966. завршио играчку каријеру.
Чонч је такође био члан југословенске екипе која је освојила сребрну медаљу на Летњим олимпијским играма 1952. године, а једном је наступио за А селекцију Југославије на пријатељском мечу против Енглеске одиграном на Вемблију 28. новембра 1956.

## Трофеји
- Првенство Југославије (2): 1953/54, 1957/58.
- Куп Југославије (1): 1960.